# Republic of Doyle
Republic of Doyle é uma série de televisão de comédia-drama produzida no Canadá, e que estreou no dia 6 de janeiro de 2010 pela CBC Television.

## Elenco
- Allan Hawco - Jake Doyle
- Seán McGinley - Malachy Doyle
- Lynda Boyd - Rose Miller
- Rachel Wilson - Nikki Renholds
- Krystin Pellerin - Leslie Bennett
- Marthe Bernard - Tinny Doyle
- Mark O'Brien - Des Courtney
- Sean Panting - Walter
- Bob Cole - The Republic (voz)

## Transmissões internacionais
| País        | Canal       | Data de estreia       |
| ----------- | ----------- | --------------------- |
| Reino Unido | Alibi       | 27 de outubro de 2010 |
| Austrália   | ABC2        | 6 de novembro de 2010 |
| Brasil      | Globosat HD | 9 de novembro de 2010 |
| Portugal    | RTP1        |                       |